# Office des réfugiés géorgiens en France

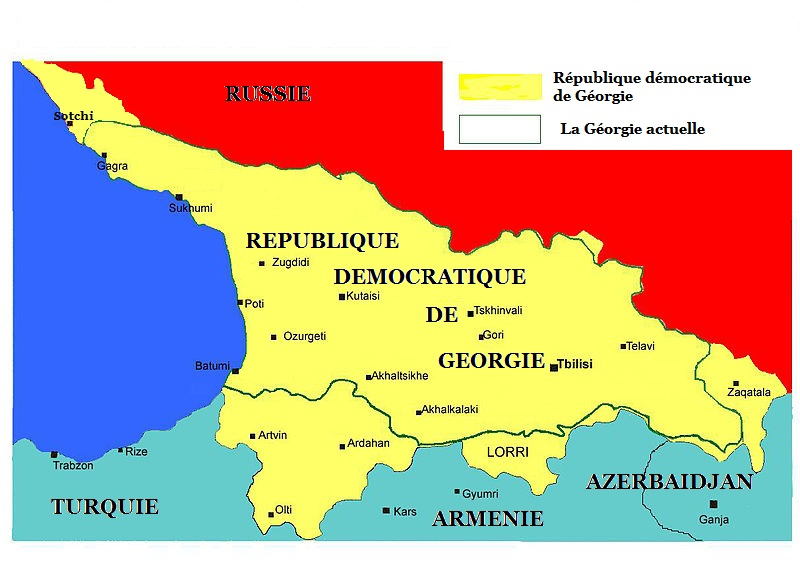
Territoire géorgien (26 mai 1918).

L’Office des réfugiés géorgiens en France prend naissance le 16 mai 1933 avec la décision du président du Conseil de la République française, Édouard Daladier, de ne plus reconnaître l’existence de la République démocratique de Géorgie et de la nationalité géorgienne sous la pression de Staline : la Légation géorgienne en France est fermée et l'office prend sa succession sur le plan consulaire. 

## Contexte historique
La République démocratique de Géorgie ne possède plus de territoire national depuis l’invasion soviétique achevée le 17 mars 1921. Sa classe politique s’est exilée en France et a obtenu du président du Conseil français Edouard Herriot, lors de la reconnaissance de l’URSS par la République française le 11 février 1924, une clause excluant la Géorgie et la nationalité géorgienne. La Légation géorgienne en France, chargée de missions diplomatiques et consulaires, a donc été maintenue. En 1933, les négociations préalables à la signature du pacte franco-soviétique en décident autrement.

## Office des réfugiés géorgiens en France

### Années 1933 à 1942
L’Office des réfugiés géorgiens en France, institution de substitution à la Légation géorgienne en France sur le plan consulaire, est créée avec l’assentiment des autorités françaises : elle s’installe 38 rue Boileau, à Paris, dans le XVIe arrondissement. 
L’État-major est reconduit ; la présidence est assurée par Akaki Tchenkéli, ancien ministre plénipotentiaire chargé de l’Europe occidentale (3e gouvernement homogène social-démocrate, 1919-1921), ancien ministre des Affaires étrangères (1er et 2e gouvernements géorgien de coalition social-démocrate, social-fédéraliste et national-démocrate, 1918) et ancien président du gouvernement de la République démocratique fédérative de Transcaucasie (territoires azerbaïdjanais, arménien et géorgien, 1918) ; la direction est assurée par Sossipatré Assathiany, ancien gouverneur de province géorgienne (1918) et ancien secrétaire de la Délégation géorgienne à la Conférence de la paix de Paris (1919). 

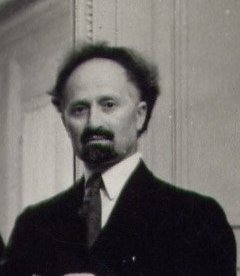
Sossipatré Assathiany, Directeur de l'Office des réfugiés géorgiens.

Le contexte politique, le contexte socio-économique a changé. L’URSS a verrouillé ses frontières : les passages par la Turquie ou par l’Iran sont devenus extrêmement difficiles. La police de Beria s’est infiltrée dans l’émigration géorgienne au point de faire assassiner un ancien président de gouvernement, Noé Ramichvili.
Les réfugiés géorgiens deviennent apatrides comme les réfugiés russes ou arméniens. La Préfecture de Police de Paris, qui administre les étrangers résidant sur le territoire français, est satisfaite de conserver des interlocuteurs connaissant la langue et les coutumes géorgiennes afin de préparer la délivrance de pièces d'identité ou de titres de voyage. L’office est sollicité pour l’obtention de papier d’État civil, mais aussi pour délivrer les multiples attestations dont les réfugiés ont besoin, en particulier les attestations de précarité. Les noms de famille sont orthographiés en français selon une transcription normalisée utilisant la langue russe comme intermédiaire.
La crise économique de 1929 a touché l’emploi en France, entraînant le chômage et des pertes de revenus pour les réfugiés. La partie des frais de l’office qui était couverte par les taxes de délivrance des pièces d'État-civil et des attestations diminue, celle qui provenait de l’aide de gouvernements étrangers (polonais en particulier) également ; des donateurs privés contribuent (comme le prince Alexis Mdivani après ses richissimes mariages). 
À partir de 1934, des demandes de certificats de confession chrétienne orthodoxe apparaissent en provenance de réfugiés géorgiens exilés à Berlin et à Beyrouth : l'office les délivre, considérant qu'il représente toujours la Géorgie sans limitation géographique. La très grande majorité des documents est à la signature de Sossipatré Assathiany. Les attestations militaires sont à la signature du Colonel Victor Jakaïa, président de l'Association des Anciens combattants géorgiens. Evguéni Guéguétchkori, ministre des Affaires étrangères en exil, signe très exceptionnellement.

### Bureau chargé des apatrides et Office des réfugiés caucasiens
En janvier 1942, le ministère des Affaires étrangères de l'État français dissout les offices de réfugiés et crée à Vichy le Bureau chargé des intérêts des apatrides (confié au Consul général Verdier). La délégation parisienne de ce bureau s’ouvre 6 Cité Martignac (confiée au Consul général Corson et composée des anciens responsables des offices de réfugiés, dont Sossipatré Assathiany). Parallèlement, les autorités allemandes créent un Office des réfugiés caucasiens (dont la section géorgienne est confiée à un émigré géorgien ayant vécu en Allemagne, Sacha Korkia). 
Un trio, hors structures officielles, composé de Sossipatré Assathiany, Sacha Korkia et Joseph Eligoulachvili (président du groupement des Géorgiens de confession juive en France) œuvre afin de faire exempter les Juifs géorgiens de l’enregistrement à la préfecture et du port de l’étoile sous l’argument qu’ils appartiennent à l’ethnie géorgienne et se sont convertis à une religion : ils réussissent avec l’aide d’un homme politique géorgien en cour à Berlin, Michel Kédia, et élargissent le champ d'application de la mesure d'exception : 243 familles juives originaires d'Espagne, des Balkans, d'Iran et du Turkménistan sont sauvées de la déportation après « géorgianisation » de leurs patronymes. En février 1943, Sossipatré Assathiany est arrêté et conduit au Fort de Romainville : il est libéré sur intervention.

### Conseil géorgien pour les réfugiés
En attendant la réouverture des offices de réfugiés par les nouvelles autorités françaises (avril 1945), Akaki Tchenkéli et Sossipatré Assathiany créent le Conseil géorgien pour les réfugiés  qui oeuvre en faveur des prisonniers de guerre d'origine géorgienne localisés en Europe centrale et orientale (Roumanie entre autres), en liaison avec le Service social d'aide aux émigrants (391 rue Vaugirard, Paris) et avec le Comité international de la Croix-Rouge, puis le  Haut Commissariat des Nations unies pour les réfugiés : leur retour en URSS — comme stipulé par l’accord entre Franklin Roosevelt et Staline — ne serait pas sans risque.

### Années 1945 à 1952
En janvier 1947, l'Organisation internationale pour les réfugiés est créée par les Nations unies : elle a pour mission de piloter les offices de réfugiés nationaux. Une délégation s'installe 7 rue Copernic, à Paris, dans le VIIe arrondissement ; les représentants de l’Office des réfugiés géorgiens en France, Sossipatré Assathiany et Georges Lomadzé (émigré géorgien des années 1920 et résistant aux côtés du Colonel Rol-Tanguy) y œuvre en particulier pour leurs connaissances du français, de l'allemand, du russe et du géorgien.
En septembre 1952, l'Office français de protection des réfugiés et apatrides est créé sous l'autorité du ministère des Affaires étrangères : il prend en charge les réfugiés d'origine géorgienne avec Sossipatré Assathiany comme officier de protection. L’Office des réfugiés géorgiens en France disparaît.